# Prezydenci Indii
Funkcja Prezydenta Indii jest prawie wyłącznie ceremonialna, realna władza leży w rękach Premiera Indii.

## Lista prezydentów Indii
Poniższa tabela zawiera listę prezydentów Indii od 1950 roku.
| Nr  | Prezydent                            | Zdjęcie | Od               | Do               | Partia                        | Wiceprezydent                                |
| --- | ------------------------------------ | ------- | ---------------- | ---------------- | ----------------------------- | -------------------------------------------- |
| 1.  | Rajendra Prasad (1884–1963)          |         | 26 stycznia 1950 | 13 maja 1962     | Indyjski Kongres Narodowy     | Sarvepalli Radhakrishnan                     |
| 2.  | Sarvepalli Radhakrishnan (1888–1975) |         | 13 maja 1962     | 13 maja 1967     | niezależny                    | Zakir Hussain                                |
| 3.  | Zakir Hussain (1897–1969)            |         | 13 maja 1967     | 3 maja 1969      | niezależny                    | Varahagiri Venkata Giri                      |
| 4.  | Varahagiri Venkata Giri (1894–1980)  |         | 24 sierpnia 1969 | 24 sierpnia 1974 | Indyjski Kongres Narodowy     | Gopal Swarup Pathak                          |
| 5.  | Fakhruddin Ali Ahmed (1905–1977)     |         | 24 sierpnia 1974 | 11 lutego 1977   | niezależny                    | Basappa Danappa Jatti                        |
| 6.  | Neelam Sanjiva Reddy (1913–1996)     |         | 25 lipca 1977    | 25 lipca 1982    | Janata                        | Basappa Danappa Jatti Muhammad Hidayatullah  |
| 7.  | Giani Zail Singh (1916–1994)         |         | 25 lipca 1982    | 25 lipca 1987    | Indyjski Kongres Narodowy     | Muhammad Hidayatullah Ramaswamy Venkataraman |
| 8.  | Ramaswamy Venkataraman (1910–2009)   |         | 25 lipca 1987    | 25 lipca 1992    | Indyjski Kongres Narodowy     | Shankar Dayal Sharma                         |
| 9.  | Shankar Dayal Sharma (1918–1999)     |         | 25 lipca 1992    | 25 lipca 1997    | Indyjski Kongres Narodowy     | Kocheril Raman Narayanan                     |
| 10. | Kocheril Raman Narayanan (1920–2005) |         | 25 lipca 1997    | 25 lipca 2002    | Indyjski Kongres Narodowy     | Krishan Kant                                 |
| 11. | A.P.J. Abdul Kalam (1931–2015)       |         | 25 lipca 2002    | 25 lipca 2007    | niezależny                    | Bhairon Singh Shekhawat                      |
| 12. | Pratibha Patil (ur. 1934)            |         | 25 lipca 2007    | 25 lipca 2012    | Indyjski Kongres Narodowy     | Mohammad Hamid Ansari                        |
| 13. | Pranab Mukherjee (1935–2020)         |         | 25 lipca 2012    | 25 lipca 2017    | Indyjski Kongres Narodowy     | Mohammad Hamid Ansari                        |
| 14. | Ram Nath Kovind (ur. 1945)           |         | 25 lipca 2017    | 25 lipca 2022    | Narodowy Sojusz Demokratyczny | Mohammad Hamid Ansari Venkaiah Naidu         |
| 15. | Draupadi Murmu (ur. 1958)            |         | 25 lipca 2022    | nadal            | Narodowy Sojusz Demokratyczny | Venkaiah Naidu                               |